# Hassene Djimili
Hassene Djimili (ur. 14 lipca 1968) – francuski judoka. Startował w Pucharze Świata w 1995 i 1996. Brązowy medalista mistrzostw Europy w drużynie w 1995. Mistrz Francji w 1994 roku.